# 祝言寺
祝言寺（しゅうげんじ）は、東京都台東区にある曹洞宗の寺院。

## 歴史
1551年（天文20年）または1556年（弘治2年）、太田道灌の開基である。1590年（天正18年）の徳川家康の江戸入府の際に、「萬年山」の山号を賜ったという
かつては、現在の千代田区大手町の辺りにあり、その地が「祝言村」と呼ばれていたことから、寺号が「祝言寺」となっている。その後に、現在地に移転した。

## 交通アクセス
- 稲荷町駅より徒歩5分（経路案内）。